# ヴァルター・パノフスキー
ヴァルター・パノフスキー（Walter Panofski, 1913年9月12日 - 1967年3月1日）は、ドイツの音楽評論家、演劇評論家、著作家、放送作家、編曲者。
彼は南ドイツ新聞の音楽記者として活動するほか、数々の著作を残し、オペラ作品の編曲も手がけた。美術史家のエルヴィン・パノフスキーは 「はとこ」に当たる。

## 生涯
パノフスキーはベルリン出身の医師であるヴァルター・パノフスキーと、ウィーン出身のマルガレーテ・エバーラインの子としてケムニッツで生まれた。息子と同名の父親は現在はケムニッツ病院となっている病院に勤務する病理学者だった。1934年、パノフスキーはミュンヘン大学に入学し、カール・デスターから新聞学を、ルドルフ・フォン・フィッカーから音楽学を、アルトゥール・クッシャーから文芸学と舞台芸術をそれぞれ学んだ。1938年、映画制作に関する論文で博士号を取得したのちベルリンに移り、新聞「デア・ヴェステン」で無給の仕事をし、週刊誌「ヴェルトヴィルト」に映画評を寄稿した。1940年から1945年まで第二次世界大戦に従軍し、敗戦後のアメリカにおける捕虜生活を経てミュンヘンに行き、1946年に南ドイツ新聞の特集記者として音楽・演劇部門を担当し、短期間ミュンヘン大学の講師も務めた。彼は批評活動のかたわら、バイエルン国立歌劇場（ミュンヘン国立劇場）の再建に協力し、いくつかのオペラ作品の編曲も手がけた。放送作家としても、作曲家カール・オルフの協力者として、新設された学校向けのラジオ局で『シュールヴェルク』（ムジカ・ポエティカ）を放送している。私生活では1942年にベルリン出身で帽子店に勤めていたエルマ・ハルトゥングと結婚している。パノフスキーは1967年3月1日にミュンヘンで没した。

## 著書
- Die Geburt d. Films, Ein Stück Kulturgesch 1940, verb. Aufl. 1944
- Johannes Brahms, Ein dt. Requiem, 1948;
- Auch du verstehst Musik, 1956,1957
- Knappertsbusch, 1958
- Die hundert schönsten Konzerte, Berühmte Sinfonien  Konzerte, Auswahl. H. von. Karajan, 1958, 1977
- Dt.|Mus. München, Bilder u. Impressionen v. e. Rundgang durch d. Slgg., 1960 (Ringbuch), zuletzt 1984
- Renata Tebaldi, 1961
- Musiker, Mimen u. Merkwürdigkeiten im Hof- u. Nat.theater, Eine Chronik d. berühmten Münchner Oper, 1963
- Wagner, Eine Bildbiogr 1963
- Wieland Wagner, 1964
- Richard Strauss, Partitur e. Lebens, 1965
- Verkehrsmus. Nürnberg, 1965, 1982
- Protest in d. Oper, Das provokative Musiktheater d. zwanziger Jahre, 1966. – Opernbearbeitungen u. a.: Cenerentola v. Rossini, 1961
- I Commedianti (nach I virtuosi di Teatro) v. Simon Mayr, 1963
- Don Carlos v. G. Verdi, 1964
- Oberon v. C. M. v. Weber, 1966